# Stadtmetzg

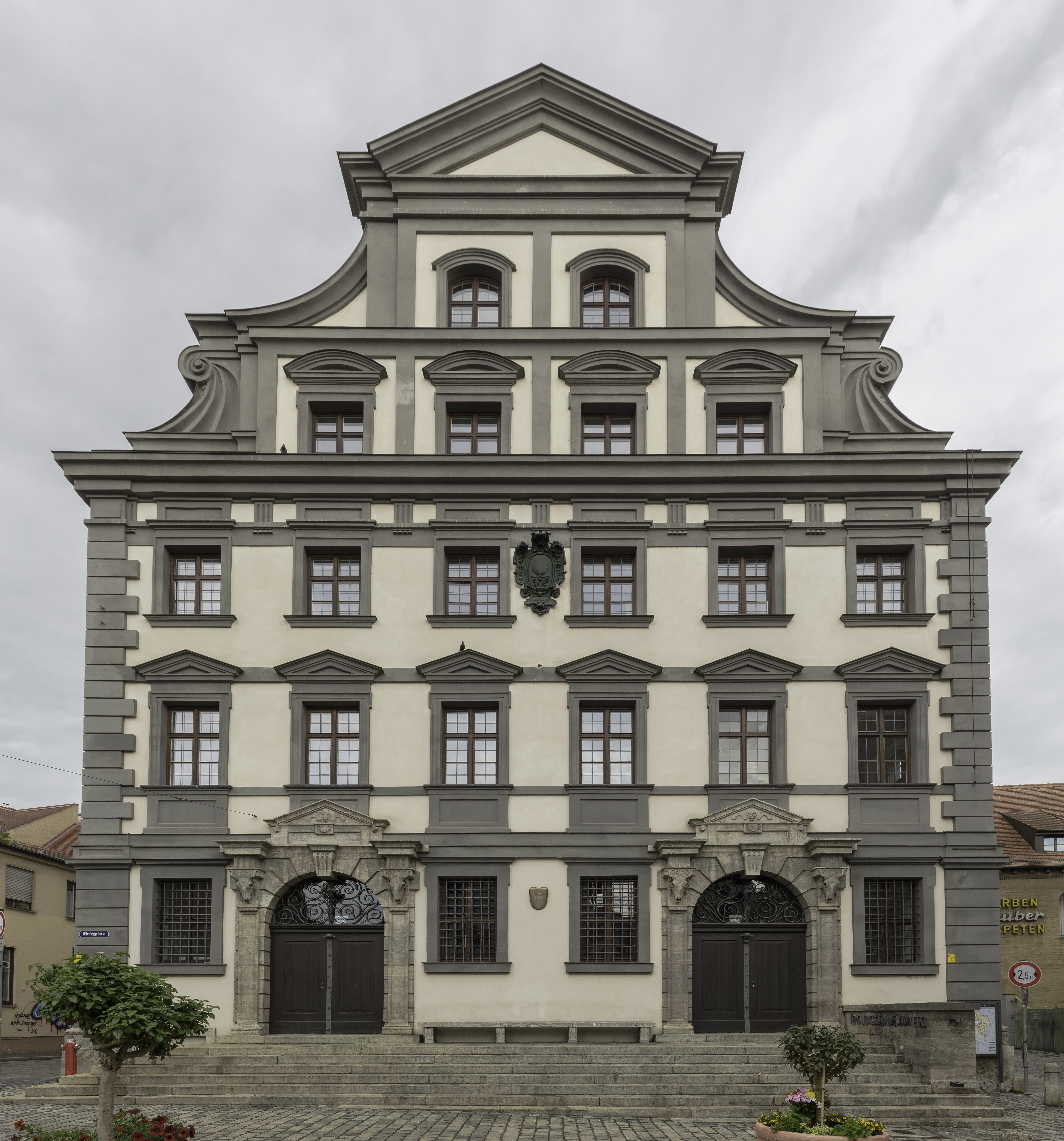
Die Augsburger Stadtmetzg

Die Stadtmetzg von Augsburg ist ein historischer Bau im Stil der Spätrenaissance. Sie wurde zwischen 1606 und 1609 von Elias Holl erbaut und befindet sich am unteren Ende des Perlachbergs. Das denkmalgeschützte Gebäude gehört heute gliederungstechnisch zum Stadtbezirk Jakobervorstadt-Nord, auch wenn es historisch gesehen nicht in der Jakobervorstadt, sondern im Lechviertel steht. Die jahrhundertelang als Metzgerei dienende Stadtmetzg wird heute als Verwaltungsbau genutzt.
Das denkmalgeschützte Haus wurde als Teil des „Augsburger Wassermanagement-Systems“ am 6. Juli 2019 in die Welterbeliste der UNESCO aufgenommen.

## Die Geschichte der Stadtmetzg

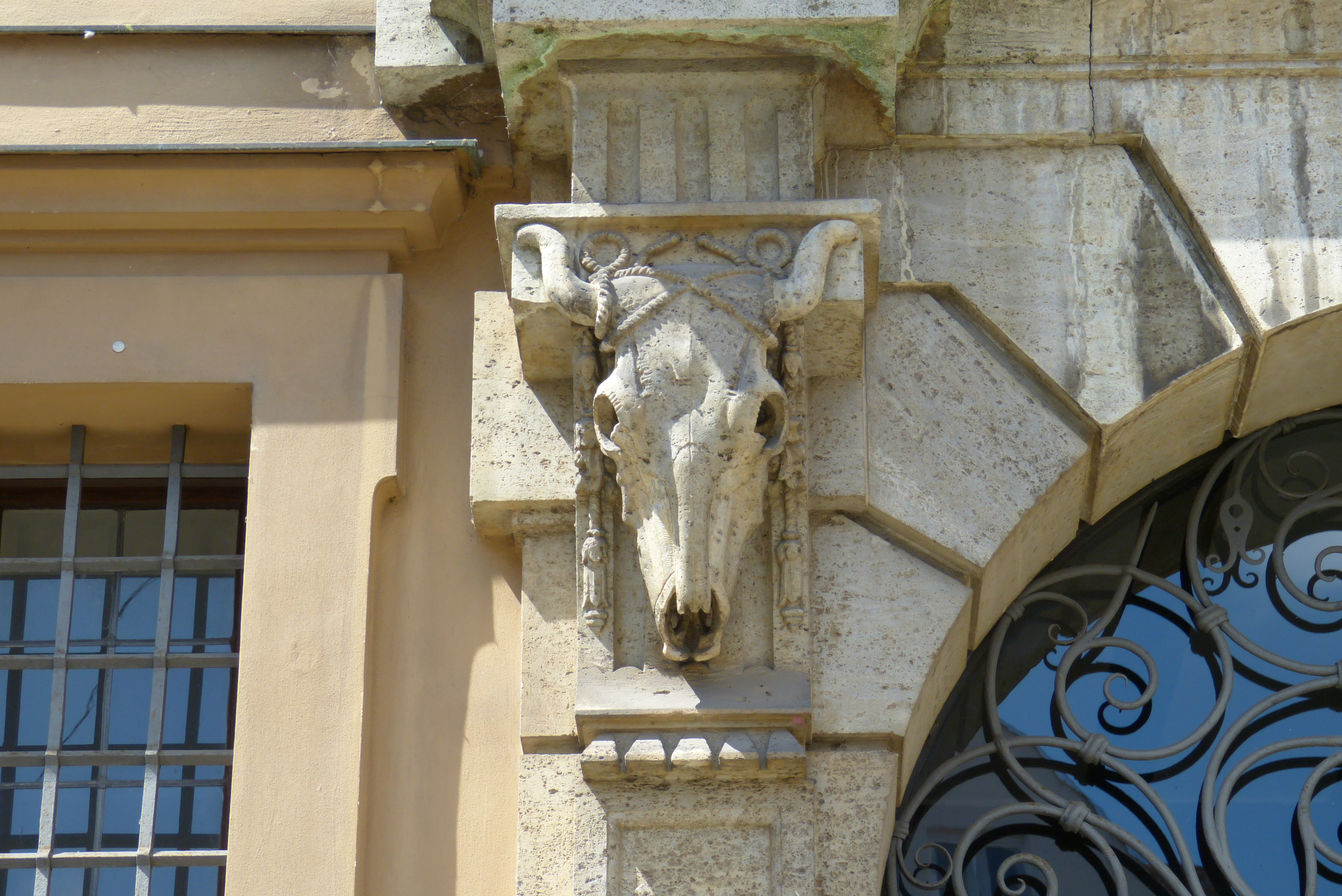
Rinderschädel an der Fassade der Stadtmetzg

Mit dem aufblühenden Handel seit Ende des Mittelalters war die Bevölkerung der alten Reichsstadt Augsburg stetig angestiegen. Um das Jahr 1600 wohnten im Stadtgebiet bereits 16.000 Menschen, die umgebenden Stadtmauern hatten zu dieser Zeit bereits mehrfach erweitert werden müssen.
Um die Versorgung der Bevölkerung mit Fleischwaren sicherzustellen, beschloss der Rat der Stadt Anfang des 17. Jahrhunderts den Bau einer zentralen Schlachterei zur Verteilung des Fleisches an die Metzger der Stadt. Die bisherige Fleischbank am Eiermarkt (heute Rathausplatz), genügte nicht mehr, um die verarbeiteten Waren ordnungsgemäß und hygienisch zu lagern. Zudem wurde das alte Zunfthaus aufgrund des Gestankes und der mangelnden Pracht wenig geschätzt. Nach Bezug der neuen Stadtmetzg wurde die alte Fleischbank daher abgebrochen und an ihrer Stelle der Neue Bau errichtet.
Auf der Suche nach einem geeigneten Standort für das Bauwerk entschied sich der damalige Stadtbaumeister Elias Holl für das Augsburger Lechviertel, wo er ideale Bedingungen für eine Zentralschlachterei vorfand: das Gelände lag inmitten der Stadt und war durchzogen von Lechkanälen, die sowohl die Wasser- und Energieversorgung als auch die Abfallbeseitigung sicherstellen konnten.
Schon bei den Planungen war Elias Holl mit einiger Raffinesse vorgegangen. Das prächtige vierstöckige Gebäude mit dem schmalen Giebel sollte der bis dahin modernste Bau der Fleischerzunft werden. Der Vordere Lech, einer der Lechkanäle, wurde offen unter das Schlachthaus geleitet, was einerseits eine ausreichende Kühlung der Fleischwaren ermöglichte, andererseits den Metzgern erlaubte, Abfälle von der Schlachtbank direkt in den Kanal zu entsorgen.
Nach dreijähriger Bauzeit wurde die neue Stadtmetzg im Jahre 1609 eröffnet. Der Bau gestaltete sich schwierig, da laufend Wasser abgepumpt werden musste. Der Entwurf der südlichen Giebelfront des dreigeschossigen Satteldachbaus stammt Joseph Heintz dem Älteren. Im unteren Bereich waren 126 Fleischbänke als Verkaufsstände untergebracht, der obere Bereich enthielt Zunft- und Amtsstuben. An der Hauptfassade zierte ein von Hans Reichle geschaffenes und von Wolfgang Neidhardt gegossenes bronzenes Stadtwappen das Bauwerk.
In der Stadtmetzg selbst wurde nicht geschlachtet, sondern in unmittelbarer Nähe ein Schlachthaus errichtet, das 1718 erweitert und 1850 durch einen Neubau (Schlachthausgässchen 4; Baurat: Kollmann) ersetzt wurde.
Nachdem die Stadtmetzg 1634 zusammen mit mehreren Nachbargebäuden abgebrannt war, wurde das Gebäude anschließend wieder aufgebaut. Im Jahr 1712 zog in den oberen Stock die Reichsstädtische Kunstakademie ein und blieb dort bis 1806. Direktoren waren damals der katholische Johann Rieger und der protestantische Georg Philipp Rugendas. Unterricht gab es nur in den Wintermonaten von Oktober bis März von 18 bis 20 Uhr. Die Schüler zeichneten gegen ein Entgelt von maximal zwei Gulden nach Vorlagen oder nach Modell. Die Ausstattung war dürftig und häufig beschwerten sich Lehrer über wenig Platz, manch ekelhaften Geruch und den Besuchern zugemutete Zustände. Gleichwohl förderte diese Akademie Augsburgs Ruf als kulturelles Zentrum und Ausbildungsort für Künstler.

## Die Stadtmetzg heute

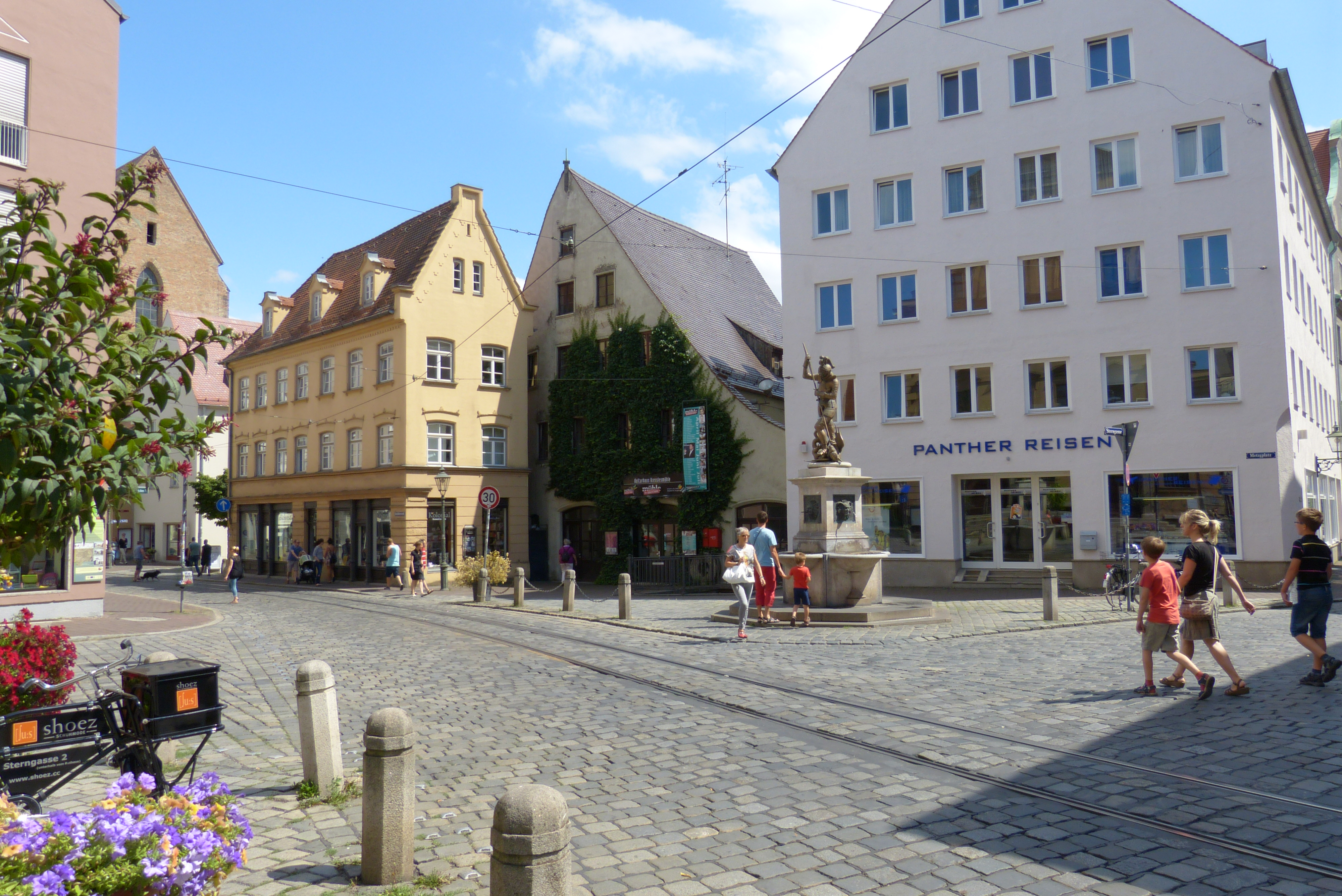
Der Metzgplatz mit dem Georgsbrunnen

Im Zuge der Industrialisierung nahm die Bedeutung der Stadtmetzg als städtische Zentralschlachterei immer weiter ab. Mit der Eröffnung eines modernen Schlachthofes vor den Toren der Stadt im Jahr 1900, dem Schlacht- und Viehhof Augsburg, war der weitere Betrieb der Metzg unnötig geworden, doch erst nach dem Umzug der Fleischer auf den neuen Augsburger Stadtmarkt schloss die Stadtmetzg 1930 endgültig ihre Tore. Auf Jahre des Leerstandes folgte 1937 ein Totalumbau des Gebäudes, bei dem es vollständig entkernt und auch das 1783 von Johann Joseph Anton Huber geschaffene Deckenfresko in der Eingangshalle zerstört wurde. Ab 1939 diente die Stadtmetzg als städtisches Dienstgebäude, zuletzt als Sozialamt. 1944 wurde das Haus durch die Luftangriffe auf Augsburg erheblich zerstört, nach Kriegsende wieder aufgebaut und weiterhin von der Stadtverwaltung genutzt.
Pläne nach der Jahrtausendwende, die Augsburger Stadtbücherei in das Gebäude umzusiedeln, sind durch den Neubau der Bibliothek auf dem Ernst-Reuter-Platz endgültig vom Tisch. Im Zuge einer etappenweisen Sanierung wurde das Gebäude im Inneren modernisiert und erhielt 2016 in Abstimmung mit dem Landesamt für Denkmalpflege und der Unteren Denkmalschutzbehörde den originalen Farbanstrich aus dem 17. Jahrhundert zurück. Es dient nach wie vor als Verwaltungsgebäude.